# بلایند پایلت

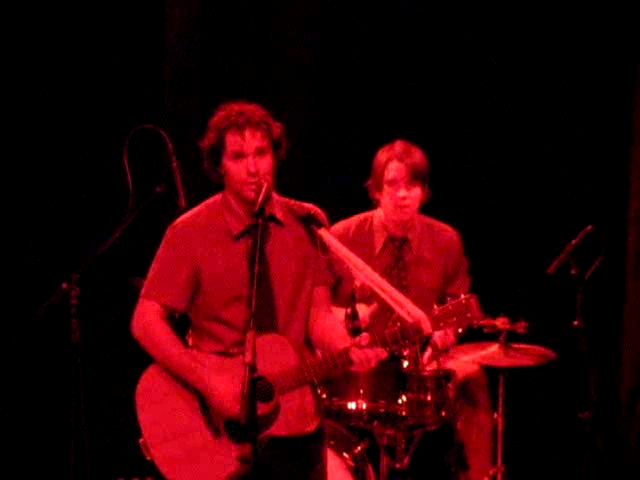
بلایند پایلت (به انگلیسی: Blind Pilot) یک گروه آمریکایی ایندی فولک از شهر پورتلند ایالت اورگن آمریکا است. آنها از سال ۲۰۰۸ تاکنون دو آلبوم و یک مجموعهٔ چندآهنگه (مخفف انگلیسی: EP) منتشر کردند.

بلایند پایلت (به انگلیسی: Blind Pilot) یک گروه آمریکایی ایندی فولک از شهر پورتلند ایالت اورگن آمریکا است.
آنها از سال ۲۰۰۸ تاکنون دو آلبوم و یک مجموعهٔ چندآهنگه (مخفف انگلیسی: EP) منتشر کردند.

## تاریخچه
در ۱۵ ژوئیه ۲۰۰۸ بلایند پایلت اولین آلبوم خود به نام سه مرحله و یک صدا (به انگلیسی: 3 Rounds and a Sound) را منتشر کرد. آهنگ «برو و بگو» (به انگلیسی: Go On, Say It) در هفتم ژوئیه ۲۰۰۸ به عنوان آهنگ هفته در فروشگاه آیتونز اپل برگزیده شد. همچنین در ۲۶ ژوئیه رتبهٔ ۱۳ بهترین آلبوم دیجیتالی را از وبسایت بیلبورد کسب نمود.
بلایند پایلت دومین آلبوم خود را به نام «ما جزر و مدیم!» (به انگلیسی: We Are The Tide) در ۱۳ سپتامبر ۲۰۱۱ منتشر کردند که حاوی شش آهنگ بود.
در ۲۹ سپتامبر ۲۰۱۴ بلایند پایلت در صفحهٔ اینستاگرامش اعلام کرد که در حال ساخت سومین آلبومشان هستند.

## ترانه شناسی
سه مرحله و یک صدا (۲۰۰۸)
iTunes-Session EP (۲۰۰۹)
ما جزر مدیم! (۲۰۱۱)